# حلحلة (تعز)
حلحلة هي إحدى قرى الجمهورية اليمنية. تتبع جغرافيا لمحافظة تعز وإداريًا لمديرية خدير. يبلغ تعداد سكانها 1946 نسمة حسب الإحصاء الذي أجري عام 2004.